# Königsfeld (Bajorország)
Königsfeld település Németországban, azon belül Bajorországban. Lakosainak száma 1278 fő (2023. december 31.).

## Népesség
A település népessége az elmúlt években az alábbi módon változott:
| Lakosok száma | 1436 | 1383 | 1363 | 1344 | 1344 | 1309 | 1280 | 1269 | 1273 | 1278 |
|               | 1970 | 1975 | 2011 | 2012 | 2014 | 2015 | 2017 | 2019 | 2022 | 2023 |